# António José da Silva
António José da Silva, portugalski dramatik, * 8. maj 1705, Rio de Janeiro, † 18. oktober 1739, Lizbona.
Umrl je kot žrtev inkvizicije, saj je bil judovskega porekla.

## Dela
- Vida do Grande Dom Quixote de la Mancha e do Gordo Sancho Pança (1733)
- Esopaida (1734)
- Os Encantos de Medea (1735)
- Amphitriio (Maj 1736)
- Labyrintho de Creta (November 1736)
- Guerras do Alecrim e Mangerona (1737)
- As Variedades de Proteo (Maj 1737)
- Precipicio de Faetonte (1738)